# Lega Italiana Pallacanestro Sordi
Il Campionato Italiano di Basket Sordi, organizzato sotto la guida della Federazione Sport Sordi Italia (FSSI), riconosciuta a sua volta dal Comitato Italiano Paralimpico (CIP), si svolge ogni anno ed è riservato ad atleti affetti da sordità.
L’edizione del 2025, tenutasi a Bagnolo in Piano (RE), è stata vinta dalla squadra GS ENS Varese.
È presente anche il Campionato Italiano di Basket 3x3, giunto alla sua quarta edizione, che si è svolto nel mese di giugno 2025. Anche in questo caso, la squadra vincitrice è stata GS ENS Varese.
Esiste inoltre la Nazionale Italiana di Basket Sordi. Attualmente, il Direttore Tecnico è Tommaso Caroli (in carica dal 2019), mentre l’allenatore è Alessandro Tumidei, attuale coach dei Baskers Forlimpopoli.

## Storia

### FISS (Federazione Italiana Sport Silenziosi) – 1976-2003
Il campionato nacque nel 1976 sotto l’egida della Federazione Italiana Sport Silenziosi (FISS). La prima edizione si svolse a Ravenna, che fu anche sede delle successive due edizioni. Nel corso degli anni, altre città ospitarono la competizione, tra cui Napoli, Bologna, Roma, Castellammare di Stabia e Palermo. Questa fase durò fino al 2003.

### CSSI (Comitato Sport Sordi Italia) – 2004-2005
Nel 2004 e 2005, la gestione passò al Comitato Sport Sordi Italia (CSSI), che organizzò il campionato per due edizioni consecutive a Pesaro.

### FSSI (Federazione Sport Sordi Italia) – dal 2006
Dal 2006 il campionato è gestito dalla Federazione Sport Sordi Italia (FSSI), attualmente presieduta da Guido Zanecchia. La FSSI è riconosciuta ufficialmente dal Comitato Italiano Paralimpico e coordina non solo il campionato nazionale, ma anche le attività della Nazionale Italiana di Pallacanestro Sordi, sia maschile che femminile, e gli eventi nazionali e internazionali dedicati alla pallacanestro sordi.
Sotto la guida della FSSI, il campionato si è svolto in diverse località tra cui Bologna, Pesaro, Palermo, Fabriano e Varese. Le edizioni del 2013 e 2014 non sono state disputate, mentre quella del 2020 è stata cancellata a causa della pandemia di COVID-19.

## Organizzazioni
La LIPS era membro del Deaf International Basketball Federation e del Deaf European Basketball Association

## Presidenti
- Fabio Gelsomino (2000-2014)

## Campionato italiano di pallacanestro per sordi
Il campionato italiano nasce nel 1976. Fino al 2003 si è svolto sotto la Federazione Italiana Sport Silenziosi, nelle edizioni del 2004 e  del 2005 è stato curato dal Comitato Sportivo Sordi Italiani ed infine dal 2006 il campionato si svolge sotto la Federazione Sport Sordi Italia. Le federazioni hanno cambiato diverse volte le denominazioni a causa delle crisi economiche delle stesse e vari club appoggiavano l'idea di una nuova federazione senza debiti.

### Albo d'oro
Campionati FISS
- 1976: Ravenna
- 1977: Ravenna
- 1978: Ravenna
- 1979: Napoli
- 1980: Ravenna
- 1981: Bologna
- 1982: Castellammare di Stabia
- 1983: Ravenna
- 1984: Castellammare di Stabia
- 1985: Castellammare di Stabia
- 1986: Castellammare di Stabia
- 1987: Ravenna
- 1988: Castellammare di Stabia
- 1989: Castellammare di Stabia
- 1990: Roma
- 1991: Bologna
- 1992: Roma
- 1993: Castellammare di Stabia
- 1994: Castellammare di Stabia
- 1995: Roma
- 1996: Roma
- 1997: Ravenna
- 1998: Ravenna
- 1999: Bologna
- 2000: Bologna
- 2001: Pesaro
- 2002: Palermo
- 2003: Palermo

Campionato CSSI
- 2004: Pesaro
- 2005: Pesaro

Campionati FSSI
- 2006: Bologna
- 2007: Bologna
- 2008: Bologna
- 2009: Bologna
- 2010: Bologna
- 2011: Pesaro
- 2012: Palermo
- 2013: non disputato
- 2014: non disputato
- 2015: Pesaro
- 2016: Fabriano
- 2017: Varese
- 2018: Pesaro
- 2019: Pesaro
- 2020: cancellato per covid
- 2021: Fabriano
- 2022: Fabriano
- 2023: Pesaro
- 2024: Varese
- 2025: Varese

### Campionati vinti per squadra
| Vittorie | Squadre                                                                                    | Anni |
| 8        | Gruppo Sportivo ENS Ravenna ASD Basket Castellammare di Stabia Sordi Pallacanestro Bologna | 1976, 1977, 1978, 1980, 1983, 1987, 1997, 1998 1982, 1984, 1985, 1986, 1988, 1989, 1993, 1994 1981, 1991, 1999, 2000, 2006, 2007, 2008, 2009 |
| 4        | Deaf Basket Roma (4 FISS)                                                                  | 1990, 1992, 1995, 1996 |
| 7        | ASD Sordi Pesaro                                                                           | 2001, 2004, 2005, 2011, 2015, 2018, 2019, 2023                                                                                               |
| 3        | Sordi Pallacanestro Pesaro (1 FISS, 2 CSSI)                                                | 2001, 2004, 2005 |
| 2        | Gruppo Sportivo Silenziosi Palermo (2 FISS)                                                | 2002, 2003 |
| 1        | Associazione Sportiva Dilettenistica Sordi Napoli (1 FISS)                                 | 1979 |

## Nazionali
Esiste la Nazionale di pallacanestro femminile sorde dell'Italia e la Nazionale di pallacanestro maschile sordi dell'Italia.